# Living in the Present Future
Albums de Eagle-Eye Cherry
Desireless
(1997) Sub Rosa
(2003)
Singles
1. Are You Still Having Fun?
Sortie : avril 2000
2. Long Way Around
Sortie : octobre 2000
3. Feels So Right
Sortie : 2001

Living In the Present Future est le deuxième album de l'auteur-compositeur-interprète de rock suédois Eagle-Eye Cherry. Il est sorti le 8 mai 2000 sur le label Superstudio en Europe et MCA Records en Amérique du Nord. Il a été produit par Klas Åhlund, Eagle-Eye Cherry, The Dust Brothers (13), Adam Kviman et Rick Rubin.

## Présentation
Depuis la sortie de Desireless en 1997, Cherry a quitté Epic Records et a rejoint MCA Records où il a travaillé avec des producteurs comme The Dust Brothers et Rick Rubin. Sa sœur Neneh Cherry chante sur Long Way Around.
Cet album fut enregistré dans les studios Polar et Cosmo de Stockholm (titre 1), Magic Shop et Sear Sound de New York (titres 2, 3, 4, 7, 11 et 12) et Decibel de Stockholm (titres 5, 6, 8, 9 et 10).
Il sortira en 2001 aux États-Unis sous le titre Past|Present avec une liste et un ordre de titres différent. First to Fall, Miss Fortune et She Didn't Believe disparaissent au profit de Feels So Right (qui deviendra l'unique single pour le marché américain), Crashing Down et Never Let You Down. Il contiendra aussi un titre bonus, Wishing It Was sur lequel Carlos Santana joue de la guitare.
Il se classa à la 3e place dans les charts suédois, à la 6e place en Suisse et à la 10e place en France. Dans les charts britanniques, il resta classé trois semaines pour une 12e meilleure place mais n'entra pas dans le classement du Billboard 200 aux États-Unis.

## Liste des titres
| No  | Titre                               | Auteur                             | Durée |
| --- | ----------------------------------- | ---------------------------------- | ----- |
| 1.  | Been Here Once Before               | Eagle-Eye Cherry, Klas Åhlund      | 3:48  |
| 2.  | Are You Still Having Fun?           | Cherry                             | 3:11  |
| 3.  | One Good Reason                     | Cherry, Christopher Watkins        | 3:26  |
| 4.  | Promises Made                       | Cherry, Watkins                    | 3:36  |
| 5.  | Burning Up                          | Cherry                             | 5:02  |
| 6.  | Together                            | Cherry, Matthias Torell            | 5:30  |
| 7.  | Long Way Around (avec Neneh Cherry) | Cherry, Watkins                    | 3:28  |
| 8.  | Lonely Days (Miles Away)            | Cherry                             | 3:59  |
| 9.  | First to Fall                       | Cherry                             | 3:57  |
| 10. | Miss Fortune                        | Cherry                             | 3:47  |
| 11. | She Didn't Believe                  | Cherry, Watkins                    | 3:41  |
| 12. | Shades of Gray                      | Cherry, Watkins, Eric Schermerhorn | 3:22  |

### Version USA / Canada 2001
1. Been Here Once Before – 3:48 (Cherry, Klas Ahlund)
2. Are You Still Having Fun? – 3:11
3. One Good Reason – 3:26 (Cherry, Christopher Watkins)
4. Promises Made – 3:36 (Cherry, Watkins)
5. Feels So Right – 4:20 (Cherry, Watkins, Mattias Torrell)
6. Crashing Down – 5:21 (Cherry, Watkins)
7. Long Way Around featuring Neneh Cherry – 3:28 (Cherry, Watkins)
8. Lonely Days (Miles Away) – 3:59
9. Together – 5:30 (Cherry, Torrell)
10. Burning Up – 5:02
11. Shades of Gray – 3:22 (Cherry, Watkins, Eric Schermerhorn)
12. Never Let You Down – 5:45
13. Wishing It Was – 4:17 (Cherry, John King, Mike Simpson, M. Nishita)

## Musiciens
- Eagle-Eye Cherry : chant, claviers, piano
- Mats Asplen : Fender Rhodes piano, orgue, synthétiseur Moog
- Patrick Warren : chamberlin
- Klas Åhlund, Eric Schermerhorn, Mattias Torrell, Christopher Watkins : guitares acoustique et électrique
- Olav Gustaffson : pedal steel guitar
- Spencer Campbell, Peter Fors, Benny Rietveld : guitare basse
- Jim Bogios, Rodney Holmes, Magnus Persson : batterie
- Dominic Keyes, Karl Perazzo, Raul Rekow : percussions
- Per « Texas » Johansson : saxophone
- Goran Kajfes : trompette
- Neneh Cherry : chant sur Long Way Around

Musiciens additionnels
- Carlos Santana: guitare (13)
- Benmont Tench: orgue (11)

## Charts et certifications
| Pays        | Durée du classement | Meilleur classement |
| ----------- | ------------------- | ------------------- |
| Allemagne   | 9 semaines          | 23e                 |
| Australie   | 2 semaines          | 33e                 |
| Autriche    | 4 semaines          | 30e                 |
| Finlande    | 4 semaines          | 31e                 |
| France      | 23 semaines         | 10e                 |
| Norvège     | 2 semaines          | 30e                 |
| Royaume-Uni | 4 semaines          | 12e                 |
| Suède       | 14 semaines         | 3e                  |
| Suisse      | 25 semaines         | 6e                  |

| Pays   | Certification | Ventes   | Date |
| ------ | ------------- | -------- | ---- |
| Suisse | Or            | 25 000 + | 2001 |

### Charts singles
| Date | Single                    | Chart                   | durée du classement | Position |
| ---- | ------------------------- | ----------------------- | ------------------- | -------- |
| 2000 | Are You Still Having Fun? | Single Top 100          | 9 semaines          | 81e      |
| 2000 | Are You Still Having Fun? | Suomen virallinen lista | 1 semaine           | 17e      |
| 2000 | Are You Still Having Fun? | Top 100                 | 28 semaines         | 17e      |
| 2000 | Are You Still Having Fun? | FIMI                    | 6 semaines          | 18e      |
| 2000 | Are You Still Having Fun? | RMNZ Singles Top40      | 3 semaines          | 41e      |
| 2000 | Are You Still Having Fun? | Mega Top 50             | 6 semaines          | 79e      |
| 2000 | Are You Still Having Fun? | UK Singles Chart        | 6 semaines          | 21e      |
| 2000 | Are You Still Having Fun? | Sverigetopplistan       | 8 semaines          | 18e      |
| 2000 | Are You Still Having Fun? | Schweizer Hitparade     | 15 semaines         | 31e      |
| 2000 | Long Way Around           | Single Top 100          | 9 semaines          | 81e      |
| 2000 | Long Way Around           | Top 100                 | 30 semaines         | 38e      |
| 2000 | Long Way Around           | Mega Top 50             | 5 semaines          | 81e      |
| 2000 | Long Way Around           | UK Singles Chart        | 2 semaines          | 48e      |
| 2000 | Long Way Around           | Schweizer Hitparade     | 10 semaines         | 45e      |
| 2001 | Feels So Right            | Adult Top 40            | 22 semaines         | 17e      |
| 2001 | Feels So Right            | Top 40 Mainstream       | 4 semaines          | 39e      |